# Фаизов, Марат Фаритович
Марат Фаритович Фаизов (род. 21 августа 1961 (по другим данным — 21 августа 1960 года), село Верхазовка, Саратовская область) — российский государственный деятель, и. о. главы администрации Балашовского района (2000 год), глава муниципального Балашовского района (2000—2004), министр сельского хозяйства Саратовской области (2004—2005).

## Карьера[2]
- С марта 1982 года по май 1983 года работал агрономом отделений совхоза «Синеньский».
- С мая 1985 года по январь 1985 года занимает должность управляющего отделением совхоза «Синеньский».
- С января 1985 года по апрель 1988 года — главный агроном/заместитель директора по производству совхоза «Синеньский».
- С апреля 1988 года по июнь 1993 года — председатель производственного объединения «Жасминагпропромхимия»
- С июня 1993 года по июнь 1996 года — генеральный директор АООТ «Саратовсельхозхимия»
- С июня 1996 года по ноябрь 1996 года — заместитель начальника департамента по агропромышленному комплексу и продовольствию администрации Саратовской области.
- С ноября 1996 года по апрель 1999 года — заместитель министра сельского хозяйства Саратовской области по растениеводству.
- С апреля 1999 года по январь 2000 года — первый заместитель министра сельского хозяйства Саратовской области.
- С января 2000 года по декабрь 2000 года — исполняющий обязанности главы администрации Балашовского района Саратовской области.
- С декабря 2000 года по февраль 2004 года — глава объединенного муниципального образования Балашовского района Саратовской области.
- С февраля 2004 года по август 2004 года — заместитель Председателя Правительства, министр сельского хозяйства и продовольствия Саратовской области.
- С августа 2004 по октябрь 2005 года — министр сельского хозяйства Саратовской области.
- С июля 2010 года — заместитель председателя правительства Пензенской области. Курирует блок, отвечающий за сельское хозяйство в регионе[3].

## Образование
В 1993 году окончил Саратовский сельскохозяйственный институт имени Н. И. Вавилова по специальности агроном.
В 2004 году окончил Саратовскую государственную академию права, получив степень бакалавра юриспруденции. Кроме того, является кандидатом сельскохозяйственных наук.

## Награды
- Медаль ордена «За заслуги перед Отечеством» II степени (14 ноября 1997 года) — за заслуги перед государством, достижение высоких результатов в уборке урожая зерновых культур в 1997 году и многолетний добросовестный труд[4]